# Kornfeld

Kornfeld in der Abendsonne

Als Kornfeld wurde früher ein Acker bezeichnet, auf dem Getreide angebaut wird.
Die typische Darstellungsform eines Kornfeldes in der Kunst ist mit reifen Ähren kurz vor der Ernte im Herbst.

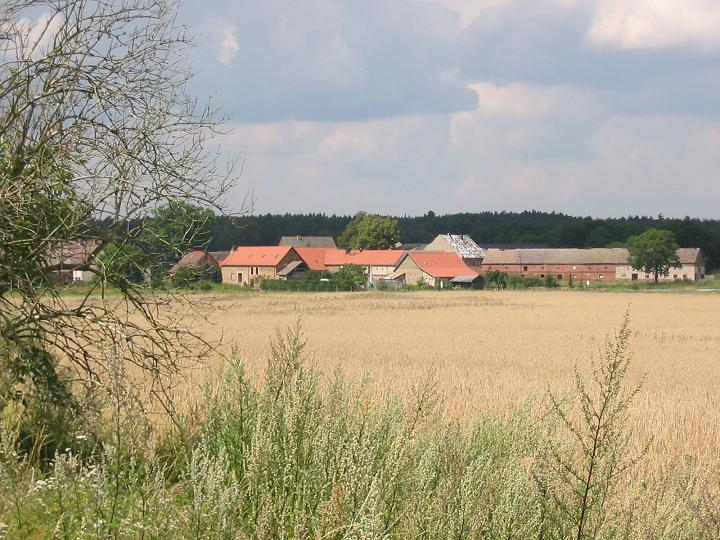
Kornfeld bei Nettgendorf

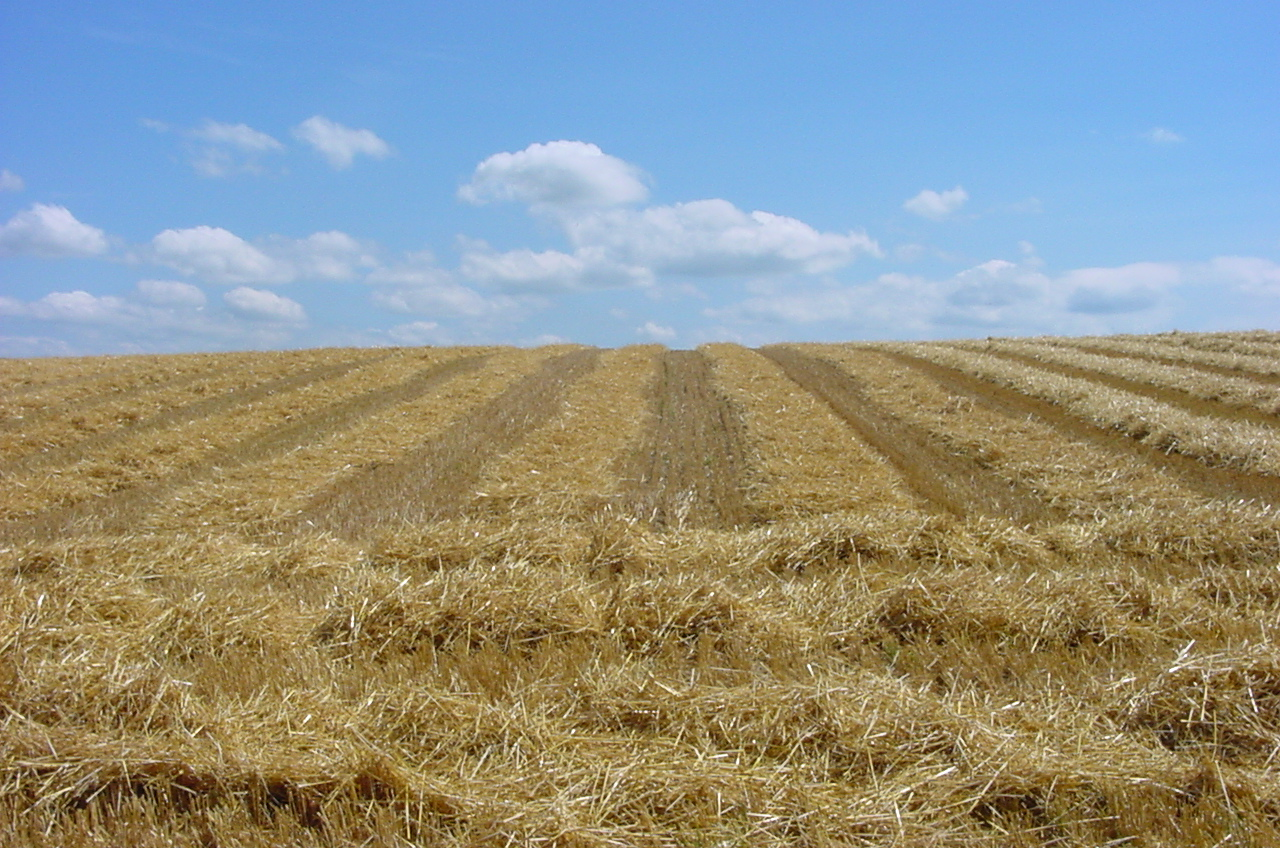
Abgeerntetes Kornfeld auf dem Mount Vully, Fribourg

Aus den Maischen verschiedener Getreidesorten hergestellte klare Brände werden auch als Kornbrand bezeichnet. Ihr Alkoholgehalt beträgt um die 40 Prozent.